# Fort Leavenworth

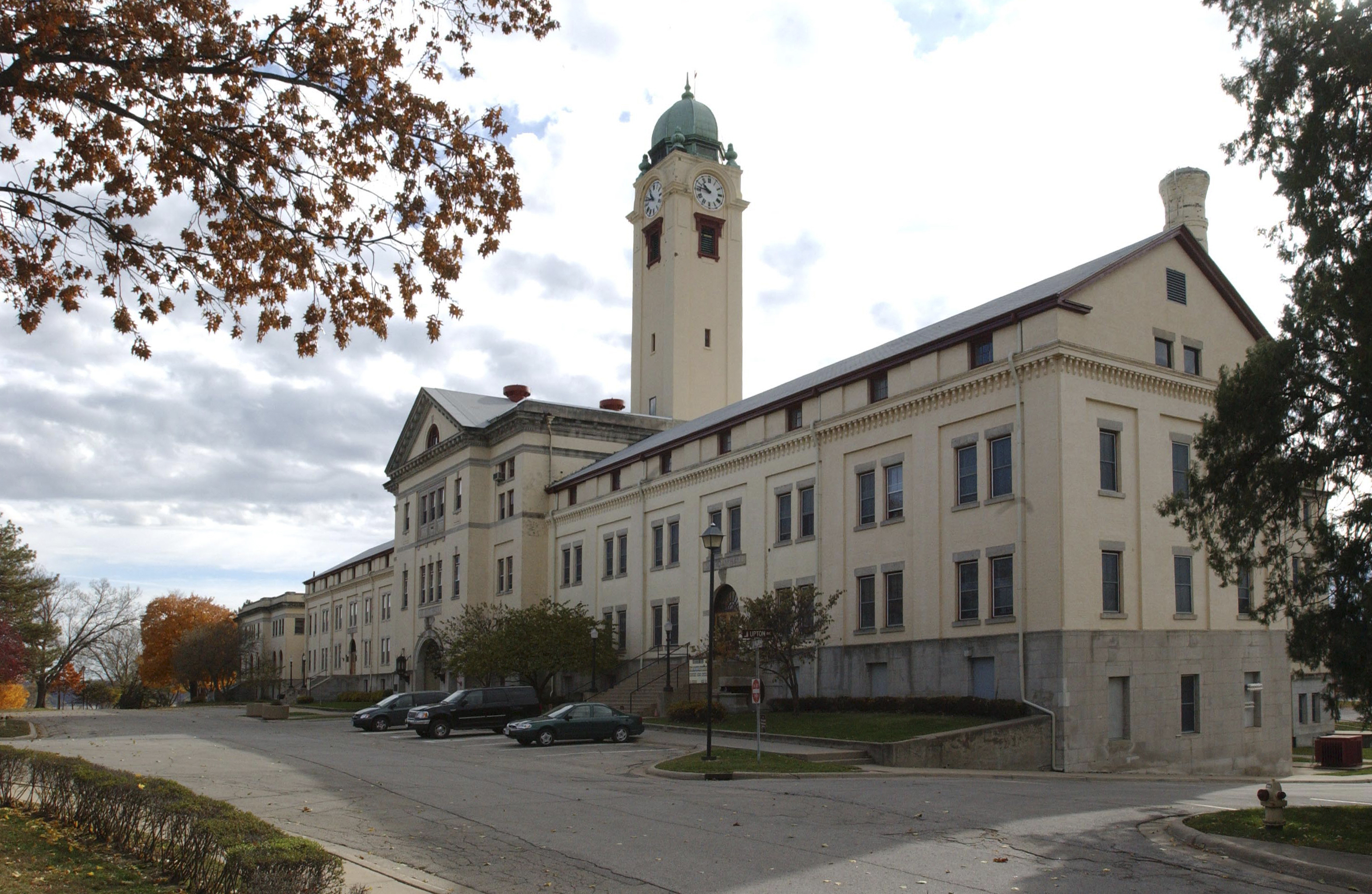
Grant Hall

Fort Leavenworth è una base militare dell'esercito statunitense situata nella contea di Leavenworth, in Kansas, a nord-est dell'omonima città. Ospita anche una prigione militare di massima sicurezza dell'Esercito. Fort Leavenworth è in funzione dal 1827.

## Storia
Nel Settecento il Kansas faceva parte dell'immenso, e poco popolato, territorio della Nuova Francia. A circa una decina di miglia a nord, in un luogo non ancora precisato, sorgeva Fort de Cavagnal.
Nel 1827 il colonnello Henry Leavenworth costruì il forte che prende il suo nome con lo scopo di proteggere il Sentiero di Santa Fe.

## Fort Leavenworth sullo schermo
Fort Leavenworth appare sullo schermo per la prima volta nel 1910 in un documentario prodotto dalla Essanay Film Manufacturing Company. Ai suoi Buffalo Soldiers è invece dedicato un documentario del 1992 in cui compare anche Colin Powell.

### Filmografia
- Review of U.S. Troops, Fort Leavenworth, documentario della Essanay (1910)
- The Buffalo Soldiers documentario tv, regia di Bill Armstrong (1992)